# Ted Gaines
Edward Moore Gaines (Roseville, California; 25 de abril de 1958) es un empresario y político estadounidense, afiliado al Partido Republicano.

## Carrera

### Condado de Placer
En el año 2000 fue elegido miembro de la Junta de Supervisores del condado de Placer. Fue reelegido para un segundo mandato en 2004.

### Elección del Comisionado de Seguros de California 2014
Gaines se postuló para comisionado de seguros de California en 2014 contra el titular demócrata Dave Jones. Gaines perdió con el 42.5% de los votos frente al 57.5% de Jones.

### Elección para la Junta de Ecualización del Estado 2018
Gaines se postuló por el 1º distrito para la Junta de Ecualización del Estado de California en 2018. Resultó ganador con el 52% de los votos.

### Elecciones revocatorias de California 2021
Gaines es candidato a gobernador de California por el Partido Republicano en las elecciones revocatorias.

## Resultados electorales

### Asamblea Estatal de California
|  | 100 % |

|  | 58,77 % |

### Senado Estatal de California
|  | 63,19 % |

|  | 63,69 % |

|  | 64,02 % |

### Comisionado de Seguros de California
| Año  |         | Partido   | Votos            | Porcentaje | Resultado | Ref. |
| ---- | ------- | --------- | ---------------- | ---------- | --------- | ---- |
| 2014 | R       | 2.981.951 | \| \| 42,48 % \| | No electo  | [ 4 ]     |      |
|      | 42,48 % |           |                  |            |           |      |

### Junta de Ecualización de California
|  | 51,45 % |

|  | 55,51 % |

## Vida personal
Gaines está casado con la también política Beth Gaines, con quien tiene seis hijos. La familia reside en El Dorado Hills.